# Elden Campbell
Elden Jerome Campbell (Los Angeles, 23 juli 1968) is een Amerikaans voormalig basketballer die met de Detroit Pistons het NBA kampioenschap won in het seizoen 2003/04.

## Carrière
Campbell speelde van 1986 tot 1990 collegebasketbal voor de Clemson Tigers. Hij werd als 27e gekozen in de NBA draft van 1990 door de Los Angeles Lakers. Hij speelde negen seizoenen voor de Lakers. Hij werd in maart 1999 samen met Eddie Jones geruild naar de Charlotte Hornets voor B.J. Armstrong, J.R. Reid en Glen Rice. Bij de Hornets speelde hij tot in februari 2003 toen hij geruild werd naar de Seattle SuperSonics voor Kenny Anderson.
Aan het einde van het seizoen tekende hij als vrije speler bij de Detroit Pistons. In januari 2005 werd hij samen met een draftkeuze geruild naar de Utah Jazz voor Carlos Arroyo. Een paar dagen later werd zijn contract ontbonden. Hij tekende daarop bij de New Jersey Nets eind januari 2005. In maart 2005 keerde hij terug naar de Detroit Pistons waarna hij zijn carrière afsloot.

## Erelijst
- NBA-kampioen: 2004
- Southern California Basketball Hall of Fame: 2025[7]

## Statistieken

### Regulier seizoen
| Seizoen  | Team                | WG   | WS  | MPW  | 2P%  | 3P%  | FW%  | RPW | APW | SPW | BPW | PPW  |
| -------- | ------------------- | ---- | --- | ---- | ---- | ---- | ---- | --- | --- | --- | --- | ---- |
| 1990/91  | Los Angeles Lakers  | 52   | 0   | 7,3  | 45,5 | –    | 65,3 | 1,8 | 0,2 | 0,2 | 0,7 | 2,8  |
| 1991/92  | Los Angeles Lakers  | 81   | 47  | 23,2 | 44,8 | 0,0  | 61,9 | 5,2 | 0,7 | 0,7 | 2,0 | 7,1  |
| 1992/93  | Los Angeles Lakers  | 79   | 13  | 19,6 | 45,8 | 0,0  | 63,7 | 4,2 | 0,6 | 0,7 | 1,3 | 7,7  |
| 1993/94  | Los Angeles Lakers  | 76   | 74  | 29,6 | 46,2 | 0,0  | 68,9 | 6,8 | 1,1 | 0,8 | 1,9 | 12,3 |
| 1994/95  | Los Angeles Lakers  | 73   | 59  | 28,4 | 45,9 | 0,0  | 66,6 | 6,1 | 1,3 | 0,9 | 1,8 | 12,5 |
| 1995/96  | Los Angeles Lakers  | 82   | 82  | 32,9 | 50,3 | 0,0  | 71,3 | 7,6 | 2,2 | 1,1 | 2,6 | 13,9 |
| 1996/97  | Los Angeles Lakers  | 77   | 77  | 32,6 | 46,9 | 25,0 | 71,1 | 8,0 | 1,6 | 0,6 | 1,5 | 14,9 |
| 1997/98  | Los Angeles Lakers  | 81   | 28  | 22,0 | 46,3 | 50,0 | 69,3 | 5,6 | 1,0 | 0,4 | 1,3 | 10,1 |
| 1998/99  | Los Angeles Lakers  | 17   | 1   | 19,1 | 43,6 | –    | 61,3 | 5,6 | 0,5 | 0,1 | 0,9 | 7,4  |
| 1998/99  | Charlotte Hornets   | 32   | 32  | 35,4 | 48,9 | 0,0  | 64,7 | 9,4 | 1,9 | 1,2 | 1,8 | 15,3 |
| 1999/00  | Charlotte Hornets   | 78   | 77  | 32,5 | 44,6 | 0,0  | 69,0 | 7,6 | 1,7 | 0,7 | 1,9 | 12,7 |
| 2000/01  | Charlotte Hornets   | 78   | 78  | 30,0 | 44,0 | 0,0  | 70,9 | 7,8 | 1,3 | 0,8 | 1,8 | 13,1 |
| 2001/02  | Charlotte Hornets   | 77   | 74  | 28,0 | 48,4 | 0,0  | 79,7 | 6,9 | 1,3 | 0,8 | 1,8 | 13,9 |
| 2002/03  | New Orleans Hornets | 41   | 1   | 16,7 | 40,9 | 0,0  | 80,9 | 3,5 | 1,0 | 0,6 | 0,8 | 7,2  |
| 2002/03  | Seattle SuperSonics | 15   | 0   | 12,2 | 33,3 | –    | 76,2 | 2,6 | 0,6 | 0,6 | 0,5 | 3,2  |
| 2003/04  | Detroit Pistons     | 65   | 27  | 13,7 | 43,9 | –    | 68,5 | 3,2 | 0,7 | 0,3 | 0,8 | 5,6  |
| 2004/05  | New Jersey Nets     | 10   | 0   | 5,0  | 0,0  | –    | 50,0 | 1,1 | 0,3 | 0,0 | 0,1 | 0,2  |
| 2004/05  | Detroit Pistons     | 31   | 1   | 11,0 | 33,6 | 0,0  | 78,4 | 2,6 | 0,5 | 0,3 | 0,2 | 3,8  |
| Carrière | Carrière            | 1045 | 671 | 24,7 | 46,0 | 5,4  | 69,9 | 5,9 | 1,1 | 0,7 | 1,5 | 10,3 |

### Play-offs
| Seizoen  | Team               | WG  | WS | MPW  | 2P%  | 3P%   | FW%  | RPW | APW | SPW | BPW | PPW  |
| -------- | ------------------ | --- | -- | ---- | ---- | ----- | ---- | --- | --- | --- | --- | ---- |
| 1990/91  | Los Angeles Lakers | 14  | 0  | 9,9  | 65,8 | –     | 46,7 | 2,1 | 0,2 | 0,4 | 0,6 | 4,1  |
| 1991/92  | Los Angeles Lakers | 4   | 2  | 29,3 | 37,8 | –     | 66,7 | 6,3 | 1,5 | 0,8 | 1,5 | 10,0 |
| 1992/93  | Los Angeles Lakers | 5   | 5  | 35,6 | 42,0 | –     | 50,0 | 8,4 | 1,4 | 1,2 | 2,4 | 14,0 |
| 1994/95  | Los Angeles Lakers | 10  | 10 | 37,6 | 48,5 | –     | 65,9 | 7,3 | 1,6 | 0,4 | 3,0 | 15,7 |
| 1995/96  | Los Angeles Lakers | 4   | 4  | 32,3 | 51,3 | 0,0   | 50,0 | 8,0 | 2,0 | 0,3 | 2,3 | 12,0 |
| 1996/97  | Los Angeles Lakers | 9   | 9  | 30,9 | 39,8 | 100,0 | 81,6 | 4,3 | 1,0 | 0,8 | 1,4 | 11,8 |
| 1997/98  | Los Angeles Lakers | 13  | 0  | 13,8 | 45,1 | –     | 64,7 | 3,5 | 0,6 | 0,2 | 0,9 | 5,2  |
| 1999/00  | Charlotte Hornets  | 4   | 4  | 37,5 | 46,8 | 0,0   | 92,9 | 8,3 | 1,0 | 0,5 | 1,0 | 14,3 |
| 2000/01  | Charlotte Hornets  | 10  | 10 | 28,7 | 39,6 | –     | 75,5 | 7,9 | 0,7 | 0,5 | 1,1 | 12,1 |
| 2001/02  | Charlotte Hornets  | 9   | 9  | 28,2 | 44,5 | 0,0   | 70,6 | 6,7 | 1,8 | 0,7 | 2,6 | 13,6 |
| 2003/04  | Detroit Pistons    | 14  | 0  | 8,8  | 28,6 | –     | 55,6 | 1,8 | 0,7 | 0,4 | 0,6 | 2,1  |
| 2004/05  | Detroit Pistons    | 10  | 0  | 5,8  | 30,8 | –     | 50,0 | 1,8 | 0,5 | 0,2 | 0,0 | 1,2  |
| Carrière | Carrière           | 106 | 53 | 21,4 | 44,0 | 25,0  | 67,0 | 4,7 | 0,9 | 0,5 | 1,3 | 8,4  |

1 Billups · 
3 B. Wallace · 
7 James · 
8 Ham · 
10 Hunter · 
13 Okur · 
22 Prince · 
31 Miličić · 
32 Hamilton · 
34 Williamson · 
36 R. Wallace · 
41 Campbell · 
Coach Brown